# City Safety

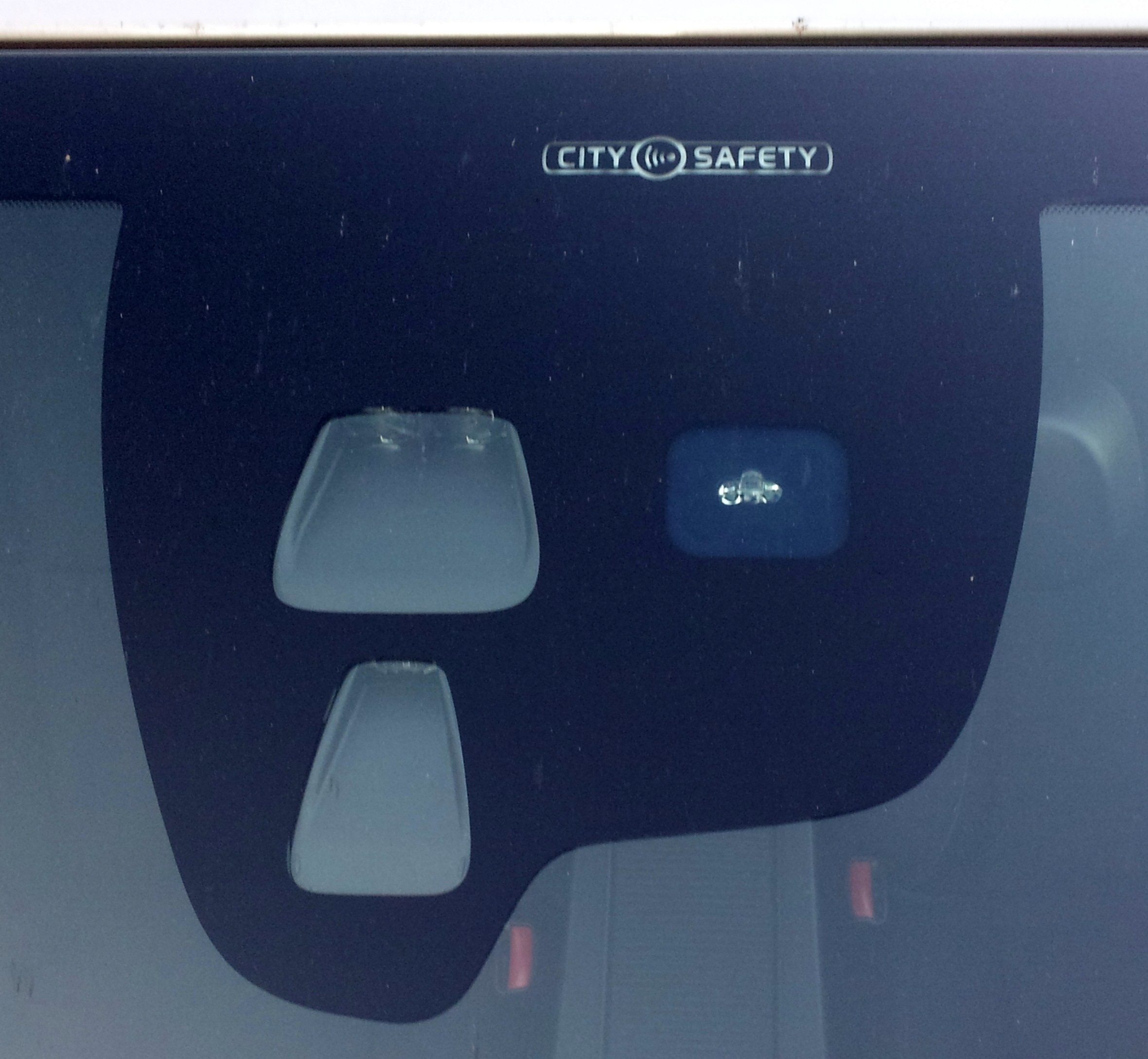
City Safety Sensor in de Volvo V60

City Safety is een automatisch noodremsysteem (precrash-systeem) ontwikkeld door Volvo en in 2008 op de markt gebracht in de Volvo XC60. Het systeem helpt de bestuurder bij lage snelheden aanrijdingen te voorkomen of de ernst van het ongeval te reduceren. Tussen 3,6 km/uur en 30 km/uur bekijkt een lidar-sensor (Light Detection And Ranging Sensor), die boven aan de voorruit is gemonteerd, of er binnen 10 meter voor de auto een object aanwezig is, waarmee een aanrijding mogelijk zou kunnen zijn. In de Volvo modellen vanaf modeljaar 2013 werkt City Safety tot een snelheid van 50 km/uur en observeert objecten binnen een afstand van 6–8 meter.
Als een botsing waarschijnlijk is, spant het systeem de remmen voor, zodat, als de bestuurder remt voor het object, de auto sneller reageert op de remactie en eerder tot stilstand komt. Als de bestuurder echter niet reageert en een aanrijding onvermijdbaar is, remt het City Safety-systeem zeer heftig. Als het snelheidsverschil minder dan 15 km/uur is, kan de auto voor het object tot stilstand komen en een botsing worden vermeden. Als het verschil groter is, kan een botsing niet worden voorkomen, maar zal de snelheid waarmee de botsing plaatsvindt worden gereduceerd. 
Als de bestuurder hard gas geeft of stuurt om de botsing te voorkomen, wordt het City Safety-systeem gedeactiveerd. Het systeem geeft geen waarschuwing aan de bestuurder als er een botsing dreigt en remt erg hard op een laat tijdstip. Dit is met opzet gedaan, zodat de ingreep onaangenaam is voor de bestuurder en hij daarom niet op het systeem vertrouwt om ongelukken te voorkomen.
City-Safety maakt geen gebruik van radartechnologie zoals het Collision Warning Brake Support dat in 2006 op de markt kwam en de bestuurder alleen waarschuwde voor een eventueel dreigende aanrijding. In nieuwere Volvo modellen is Pedestrian Detection System met Full Auto Brake beschikbaar, dat eveneens met een radar personen kan herkennen en automatisch remt als er een aanrijding met de geïdentificeerde personen waarschijnlijk is.   

## Volvo modellen met City Safety in 2012
Alle Volvo modellen zijn voorzien van City Safety.